# Benito de Jesús
Benito de Jesús (Barceloneta, Puerto Rico, 25 de octubre de 1912-Hato Rey, Puerto Rico, 24 de junio de 2010) fue un célebre compositor puertorriqueño de boleros y baladas románticas, entre las que se cuentan «Nuestro juramento» (popularizada por Julio Jaramillo y Carmela y Rafael), «La copa rota» (popularizada por José Feliciano), y «Sigamos pecando». Fue también fundador y miembro del Trío Vegabajeño, con quienes popularizó su canción navideña «Cantares de Navidad» (conocida también como El ramillete).
Murió el 24 de junio de 2010 a la edad de 97 años en el Hospital Auxilio Mutuo en Hato Rey, Puerto Rico.